# Аюсо, Франсиско Гарсиа
Франсиско Гарсиа Аюсо (или Айюзо, исп. Francisco García Ayuso; 1835—1897) — известный испанский учёный. 
Родился в 1835 году в Мадриде, обучался в немецких университетах.
Умер Франсиско Гарсиа Аюсо в 1897 году.

## Работы
Он напечатал два филологических сочинения: «El estudio de la filologia en su velacion con el sanskrit» (Мадрид, 1871) — энциклопедия по языкознанию и «Ensayo critico de gramatica comparada de los idiomas indo-europeos» (Мадрид, 1877—1879) — сравнительный этюд по санскритскому, зендскому, латинскому, греческому, старославянскому, литовскому, чешскому, старонемецкому и армянскому языкам; переводы «Викраморваре», «Калидаты» и «Сакунталы» с прекрасными введениями об индийском театре (Мадрид, 1873 и 1875).
Затем он написал ряд отчетов об африканских путешествиях:
- «Viajes de Livingstone al Africa central desde 1840—73» (Мадрид, 1876)
- «Viajes de Mauch y Baines al Africa del sur» (Мадрид, 1877)
- «Viajes de Schweinfurth al Africa central» (Мадрид, 1877)
- «Viajes de Rolfs de Tripoli a Lagos à través del desierto de Sahara» (Мадрид, 1878).

Историко-географические этюды о Востоке:
- «Iran ó del Indo al Tigris» (Мадрид, 1876)
- «El Afganistan» (Мадрид, 1879).

Кроме того:
- «Gramatica fraucera» (1878)
- «Gramatica inqlera» (1882)
- «Gramatica alemana» (1882).